# Antonio Ciciliano
Antonio Ciciliano (Nápoles, 3 de noviembre de 1932-Nápoles, 4 de septiembre de 2015) fue un deportista italiano que compitió en vela en la clase Dragon. Participó en los Juegos Olímpicos de Roma 1960, obteniendo una medalla de bronce en la clase Dragon.

## Palmarés internacional
| Juegos Olímpicos | Juegos Olímpicos | Juegos Olímpicos  | Juegos Olímpicos |
| Año              | Lugar            | Medalla           | Clase            |
| ---------------- | ---------------- | ----------------- | ---------------- |
| 1960             | Roma (Italia)    | Medalla de bronce | Dragon           |